# Svetozar Marović
Svetozar Marović (em montenegrino cirílico: Светозар Маровић); nascido em 31 de março de 1955) é um advogado e político montenegrino. Foi o único presidente da Sérvia e Montenegro.  Presidiu igualmente o Conselho de Ministros e o Conselho Supremo da Defesa. Seu mandato terminou oficialmente em 3 de junho de 2006, quando Montenegro declarou sua independência.